# Lynxville (Wisconsin)
Lynxville es una villa ubicada en el condado de Crawford en el estado estadounidense de Wisconsin. En el Censo de 2010 tenía una población de 132 habitantes y una densidad poblacional de 37,28 personas por km².

## Geografía
Lynxville se encuentra ubicada en las coordenadas 43°15′10″N 91°2′58″O / 43.25278, -91.04944. Según la Oficina del Censo de los Estados Unidos, Lynxville tiene una superficie total de 3.54 km², de la cual 3.5 km² corresponden a tierra firme y (1.02%) 0.04 km² es agua.

## Demografía
Según el censo de 2010, había 132 personas residiendo en Lynxville. La densidad de población era de 37,28 hab./km². De los 132 habitantes, Lynxville estaba compuesto por el 98.48% blancos, el 1.52% eran afroamericanos, el 0% eran amerindios, el 0% eran asiáticos, el 0% eran isleños del Pacífico, el 0% eran de otras razas y el 0% pertenecían a dos o más razas. Del total de la población el 3.79% eran hispanos o latinos de cualquier raza.